# I liga polska na żużlu (2006)
Rozgrywki I ligi żużlowej w sezonie 2006 rozpoczęły się 9 kwietnia 2006, a zakończyły 24 września. W lidze wystąpiło 7 zespołów, które w rundzie zasadniczej rozegrały 14 kolejek po 3 spotkania (łącznie 42 spotkań). Następnie na podstawie tabeli dokonano podziału na grupę mistrzowską (pierwsze cztery zespoły z tabeli) i spadkową (pozostałe trzy). W grupie mistrzowskiej rozegrano 6 kolejek po 2 spotkania, a w spadkowej 6 kolejek po 1 spotkanie (łącznie 18 spotkań).
Za zwycięstwo w meczu drużyna dostaje 2 punkty, za remis 1, a za porażkę 0. Dodatkowo za zwycięstwo w dwumeczu drużyna dostaje 1 punkt bonusowy (w przypadku remisu w dwumeczu punktu nie przyznaje się). Do rundy finałowej drużyny przystępują z zaliczeniem punktów zdobytych w rundzie zasadniczej. W rundzie finałowej obowiązuje ta sama zasada punktacji.
Mistrz I ligi awansował do Ekstraligi żużlowej w sezonie 2007, wicemistrz rozegrał baraż z przedostatnim zespołem z Ekstraligi 2006. Dodatkowo zespoły, które wywalczyły awans do Ekstraligi muszą spełnić wymagania licencyjne. Zespół, który awansuje w przyszłorocznej Ekstralidze wykupi udziały w spółce Ekstraliga Żużlowa.
Ostatni (siódmy) zespół I ligi rozegrał baraż z wicemistrzem II ligi. Żaden zespół nie spadł automatycznie.
Od sezonu 2006 zniesiono ograniczenia względem obcokrajowców: drużyny mogły zatrudniać dowolną liczbę zawodników spoza kraju, jednak drużyny I i II ligi nie mogły zatrudniać zawodników (także Polaków), którzy występowali w cyklu Grand Prix 2006 z numerami stałymi (1 do 15). Obcokrajowcy mogli także występować w roli zawodnika młodzieżowego.
Rozgrywki prowadziła Główna Komisja Sportu Żużlowego (GKSŻ) w imieniu Polskiego Związku Motorowego (PZM).

## Zespoły
- Start Gniezno – beniaminek
- Stal Gorzów
- GTŻ Grudziądz
- KSŻ Krosno
- TŻ Sipma Lublin
- KM Intar Lazur Ostrów Wlkp.
- ZKŻ Kronopol Zielona Góra – spadkowicz

Z ligi ostatecznie wycofała się (4 kwietnia) drużyna Wybrzeże Gdańsk, która z powodu kłopotów finansowych została rozwiązana, a nowy klub z Gdańska wystartował w II lidze. Główna Komisja Sportu Żużlowego nie zdecydowała się (jak w przypadku Ekstraligi) na uzupełnienie składu liczebnego I ligi.

## Runda zasadnicza

### Tabela
| Poz. | Drużyna                     | M  | Z  | R | P  | B | Pkt | +/-  | Kwalifikacja lub spadek |
| ---- | --------------------------- | -- | -- | - | -- | - | --- | ---- | ----------------------- |
| 1    | KM Intar Lazur Ostrów Wlkp. | 12 | 11 | 0 | 1  | 5 | 27  | +217 | Grupa mistrzowska       |
| 2    | ZKŻ Kronopol Zielona Góra   | 12 | 9  | 1 | 2  | 5 | 24  | +205 | Grupa mistrzowska       |
| 3    | Start Gniezno               | 12 | 7  | 0 | 5  | 3 | 17  | −6   | Grupa mistrzowska       |
| 4    | Stal Gorzów Wielkopolski    | 12 | 6  | 1 | 5  | 3 | 16  | +90  | Grupa mistrzowska       |
| 5    | TŻ Sipma Lublin             | 12 | 4  | 0 | 8  | 3 | 11  | −48  | Grupa spadkowa          |
| 6    | GTŻ Grudziądz               | 12 | 2  | 0 | 10 | 1 | 5   | −219 | Grupa spadkowa          |
| 7    | KSŻ Krosno                  | 12 | 2  | 0 | 10 | 0 | 4   | −236 | Grupa spadkowa          |

### Terminarz i wyniki
| Data        | Gospodarz                 | Wynik | Gość                        | Uwagi        |
| ----------- | ------------------------- | ----- | --------------------------- | ------------ |
| 9 kwietnia  | TŻ Sipma Lublin           | 60:30 | KSŻ Krosno                  |              |
| 9 kwietnia  | Start Gniezno             | 54:36 | Stal Gorzów                 |              |
| 9 kwietnia  | ZKŻ Kronopol Zielona Góra | 74:16 | GTŻ Grudziądz               |              |
| 17 kwietnia | KSŻ Krosno                | 32:58 | Start Gniezno               |              |
| 17 kwietnia | Stal Gorzów               | 40:50 | KM Intar Lazur Ostrów Wlkp. |              |
| 17 kwietnia | GTŻ Grudziądz             | 54:36 | Sipma Lublin                |              |
| 23 kwietnia | Simpa Lublin              | 53:37 | Start Gniezno               |              |
| 23 kwietnia | Intar Lazur Ostrów Wlkp.  | 70:20 | GTŻ Grudziądz               |              |
| 23 kwietnia | Kronopol Zielona Góra     | 48:41 | Stal Gorzów                 |              |
| 30 kwietnia | Start Gniezno             | 41:48 | Intar Lazur Ostrów Wlkp.    |              |
| 30 kwietnia | KSŻ Krosno                | 36:54 | Zielona Góra                |              |
| 30 kwietnia | Stal Gorzów               | 52:37 | Simpa Lublin                |              |
| 3 maja      | KSŻ Krosno                | 46:44 | GTŻ Grudziądz               |              |
| 3 maja      | Intar Lazur Ostrów Wlkp.  | 61:29 | Simpa Lublin                |              |
| 3 maja      | Kronopol Zielona Góra     | 65:25 | Start Gniezno               |              |
| 7 maja      | Start Gniezno             | 54:36 | GTŻ Grudziądz               |              |
| 7 maja      | Intar Lazur Ostrów Wlkp.  | 47:43 | Kronopol Zielona Góra       |              |
| 7 maja      | Stal Gorzów               | 65:25 | KSŻ Krosno                  |              |
| 21 maja     | KSŻ Krosno                | 41:48 | Intar Lazur Ostrów Wlkp.    |              |
| 21 maja     | Stal Gorzów               | 51:39 | GTŻ Grudziądz               |              |
| 21 maja     | Kronopol Zielona Góra     | 57:33 | Simpa Lublin                |              |
| 28 maja     | Simpa Lublin              | 37:53 | Kronopol Zielona Góra       |              |
| 28 maja     | Intar Lazur Ostrów        | 72:18 | KSŻ Krosno                  |              |
| 28 maja     | GTŻ Grudziądz             | 24:66 | Stal Gorzów                 |              |
| 15 czerwca  | KSŻ Krosno                | 41:49 | Stal Gorzów                 |              |
| 15 czerwca  | GTŻ Grudziądz             | 35:55 | Start Gniezno               |              |
| 15 czerwca  | Kronopol Zielona Góra     | 47:43 | Intar Lazur Ostrów Wlkp.    |              |
| 18 czerwca  | Start Gniezno             | 45:44 | Kronopol Zielona Góra       |              |
| 18 czerwca  | GTŻ Grudziądz             | 51:38 | KSŻ Krosno                  |              |
| 25 czerwca  | Simpa Lublin              | 56:34 | Stal Gorzów                 |              |
| 25 czerwca  | Intar Lazur Ostrów Wlkp.  | 62:28 | Start Gniezno               |              |
| 25 czerwca  | Kronopol Zielona Góra     | 64:26 | KSŻ Krosno                  |              |
| 2 lipca     | GTŻ Grudziądz             | 37:52 | Intar Lazur Ostrów Wlkp.    |              |
| 2 lipca     | Stal Gorzów               | 45:45 | Kronopol Zielona Góra       |              |
| 7 lipca     | Simpa Lublin              | 44:46 | Intar Lazur Ostrów Wlkp.    | z 18 czerwca |
| 9 lipca     | Start Gniezno             | 55:35 | Simpa Lublin                | z 2 lipca    |
| 14 lipca    | Start Gniezno             | 57:33 | KSŻ Krosno                  |              |
| 14 lipca    | Simpa Lublin              | 60:29 | GTŻ Grudziądz               |              |
| 14 lipca    | Intar Lazur Ostrów Wlkp.  | 48:42 | Stal Gorzów                 |              |
| 30 lipca    | KSŻ Krosno                | 55:35 | Simpa Lublin                |              |
| 30 lipca    | GTŻ Grudziądz             | 44:46 | Kronopol Zielona Góra       |              |
| 30 lipca    | Stal Gorzów               | 62:26 | Start Gniezno               |              |

## Runda finałowa

### Grupa mistrzowska
Tabela
| Poz. | Drużyna                       | M  | Z  | R | P  | B | Pkt | +/-  | Kwalifikacja lub spadek      |
| ---- | ----------------------------- | -- | -- | - | -- | - | --- | ---- | ---------------------------- |
| 1    | ZKŻ Kronopol Zielona Góra (M) | 18 | 14 | 1 | 3  | 8 | 37  | +324 | Awans do Speedway Ekstraligi |
| 2    | KM Intar Lazur Ostrów Wlkp.   | 18 | 15 | 0 | 3  | 7 | 37  | +262 | Baraż o Speedway Ekstraligę  |
| 3    | Start Gniezno                 | 18 | 10 | 0 | 8  | 4 | 24  | −35  |                              |
| 4    | Stal Gorzów Wielkopolski      | 18 | 6  | 1 | 11 | 3 | 16  | −48  |                              |

1. 1 2  Punkty w meczach bezpośrednich: Zielona Góra: 5, Ostrów: 4.

Terminarz i wyniki
| Data        | Gospodarz                   | Wynik     | Gość                      | Uwagi |
| ----------- | --------------------------- | --------- | ------------------------- | --- |
| 13 sierpnia | KM Intar Lazur Ostrów Wlkp. | 59,5:30,5 | Stal Gorzów               | W 14. biegu sędzia nie był w stanie stwierdzić kto pierwszy wjechał na mete: Tomasz Jędrzejak i Kim Jansson otrzymali po 2,5 pkt. |
| 13 sierpnia | Start Gniezno               | 41:49     | ZKŻ Kronopol Zielona Góra | |
| 20 sierpnia | ZKŻ Kronopol Zielona Góra   | 61:29     | Intar Lazur Ostrów Wlkp.  | |
| 20 sierpnia | Stal Gorzów                 | 43:47     | Start Gniezno             | |
| 27 sierpnia | Intar Lazur Ostrów Wlkp.    | 56:33     | Start Gniezno             | |
| 27 sierpnia | Stal Gorzów                 | 40:49     | ZKŻ Kronopol Zielona Góra | |
| 10 września | Start Gniezno               | 48:40     | Intar Lazur Ostrów Wlkp.  | |
| 10 września | ZKŻ Kronopol Zielona Góra   | 69:21     | Stal Gorzów               | |
| 15 września | Stal Gorzów                 | 33:57     | Intar Lazur Ostrów Wlkp.  | |
| 15 września | ZKŻ Kronopol Zielona Góra   | 62:28     | Start Gniezno             | |
| 24 września | Intar Lazur Ostrów Wlkp.    | 49:40     | ZKŻ Kronopol Zielona Góra | |
| 24 września | Start Gniezno               | 57:33     | Stal Gorzów               | |

### Grupa spadkowa
Tabela
| Poz. | Drużyna         | M  | Z | R | P  | B | Pkt | +/-  | Kwalifikacja lub spadek |
| ---- | --------------- | -- | - | - | -- | - | --- | ---- | ----------------------- |
| 5    | TŻ Sipma Lublin | 16 | 6 | 0 | 10 | 5 | 17  | −23  |                         |
| 6    | GTŻ Grudziądz   | 16 | 4 | 0 | 12 | 2 | 10  | −205 |                         |
| 7    | KSŻ Krosno      | 16 | 4 | 0 | 12 | 0 | 8   | −275 | Baraż o utrzymanie      |

Terminarz i wyniki
| Data        | Gospodarz     | Wynik | Gość            | Uwagi |
| ----------- | ------------- | ----- | --------------- | ----- |
| 13 sierpnia | KSŻ Krosno    | 47:43 | GTŻ Grudziądz   |       |
| 20 sierpnia | GTŻ Grudziądz | 49:41 | TŻ Sipma Lublin |       |
| 27 sierpnia | Sipma Lublin  | 62:28 | KSŻ Krosno      |       |
| 10 września | KSŻ Krosno    | 50:39 | Sipma Lublin    |       |
| 15 września | GTŻ Grudziądz | 55:35 | KSŻ Krosno      |       |
| 24 września | Sipma Lublin  | 50:40 | GTŻ Grudziądz   |       |

## Baraże

### o awans
Zgodnie zasadami, w barażu bierze udział siódma drużyna Ekstraligi i wicemistrz I ligi.
| Data            | Gospodarz                | Wynik | Gość                     | Uwagi                                                  |
| --------------- | ------------------------ | ----- | ------------------------ | ------------------------------------------------------ |
| 8 października  | Intar Lazur Ostrów Wlkp. | 40:50 | Adriana Toruń            |                                                        |
| 15 października | Adriana Toruń            | 58:32 | Intar Lazur Ostrów Wlkp. | Intar Laazur Ostrów Wlkp. nie awansował do Ekstraligi. |

### o utrzymanie
Zgodnie zasadami, w barażu bierze udział siódma drużyna I ligi i wicemistrz II ligi.
| Data            | Gospodarz          | Wynik | Gość               | Uwagi                                   |
| --------------- | ------------------ | ----- | ------------------ | --------------------------------------- |
| 8 października  | Milion Team Poznań | 57:32 | KSŻ Krosno         |                                         |
| 15 października | KSŻ Krosno         | 50:39 | Milion Team Poznań | KSŻ Krosno nie utrzymało się w I lidze. |

## Tabela końcowa
| I liga 2006 | I liga 2006                                        |
| ----------- | -------------------------------------------------- |
| 1.          | ZKŻ Kronopol Zielona Góra Drużynowy Mistrz I. Ligi |
| 2.          | KM Intar Lazur Ostrów Wlkp.                        |
| 3.          | Start Gniezno                                      |
| 4.          | Stal Gorzów Wlkp.                                  |
| 5.          | TŻ Sipma Lublin                                    |
| 6.          | GTŻ Grudziądz                                      |
| 7.          | KSŻ Krosno Spadek do II. ligi                      |